# Jared Harvey
Jared Harvey is een golfer uit KwaZulu-Natal, Zuid-Afrika.

## Amateur
Harvey werd in Durban geboren en ging naar de ST John's International School.

### Gewonnen
- 2011: South African Amateur Strokeplay Championship, Western Province Open

## Professional
Harvey werd in 2012 professional en won meteen twee toernooien op de Big Easey Tour (de Challenge Tour van de Sunshine Tour). Hij won het kwalificatietoernooi voor het PGA Kampioenschap, de Sun City Challenge en het ISPS Handa Matchplay. 
In 2013 werd hij 2de bij de Sun City Challenge

### Gewonnen
Big Easy Tour
- 2012: Royal Johannesburg & Kemsington (East course) (-6), Gary Player Country Club  (-6)